# Библиография Юрия Тынянова
Научные и литературно-критические труды Юрия Николаевича Тыня́нова

## Книги по вопросам литературы
- Достоевский и Гоголь (к теории пародии). (1921)
- Проблема стихотворного языка. (1924)
  - Предисловие
  - Ритм как конструктивный фактор стиха
  - Смысл стихового слова
- Архаисты и новаторы. (1929)
  - Предисловие
  - Архаисты и Пушкин
  - Пушкин
  - Пушкин и Тютчев
  - Тютчев и Гейне
  - Достоевский и Гоголь. К теории пародии
  - Словарь Ленина-полемиста
  - Блок
  - О Хлебникове

## Сборники статей
За отсутствием академического собрания произведений (как художественных, так и научных и критических) Тынянова, с его научным (и отчасти литературно-критическим) наследием можно познакомиться по нижеуказанным изданиям.
- Пушкин и его современники. — М.: Наука, 1969.
  - Архаисты и Пушкин (1926)
  - Пушкин (1928)
  - Пушкин и Тютчев (1923)
  - «Путешествии в Арзрум» (недоступная ссылка) (1927-30 (?))
  - Безыменная любовь (1939)
  - Пушкин и Кюхельбекер (1934)
  - Французские отношения Кюхельбекера (1939)
  - Путешествие Кюхельбекера по Западной Европе в 1820—1821 гг.
  - Декабрист и Бальзак
  - Сюжет «Горя от ума» (1941)
- Поэтика. История литературы. Кино. — М.: Наука, 1977.
  - Стиховые формы Некрасова (1921)
  - «Извозчик» Некрасова (1924)
  - Тютчев и Гейне (1922)
  - Вопрос о Тютчеве (1923)
  - О композиции «Евгения Онегина» (1921-22 (?))
  - Мнимый Пушкин (1922 (?))
  - «Аргивяне», неизданная трагедия Кюхельбекера (1924-27)
  - Блок (1921)
  - Записки о западной литературе (1921)
  - «Серапионовы братья». Альманах I (1922)
  - Георгий Маслов (1922)
  - «Литературная мысль». Альманах II (1923)
  - «Петроград». Литературный альманах, I (1923)
  - Сокращение штатов (1924)
  - Журнал, критик, читатель и писатель (1924)
  - Литературное сегодня (1924)
  - Т. Райнов. «Александр Афанасьевич Потебня» (1924)
  - Промежуток (1924)
  - О Маяковском. Памяти поэта (1930)
  - Достоевский и Гоголь (к теории пародии) (1921)
  - Ода как ораторский жанр (1922 (?))
  - Предисловие к книге «Проблема стиховой семантики» (1923)
  - Литературный факт (1924)
  - О литературной эволюции (1927)
  - Проблемы изучения литературы и языка (1928, в соавторстве с Р. Якобсоном)
  - О пародии (1929)
  - Иллюстрации (1923)
  - Кино—слово—музыка (1924)
  - О сценарии (1926)
  - О сюжете и фабуле в кино (1926)
  - Об основах кино (1927)
  - О фэксах (1929)
  - Тютчев и Гейне (1917-22 (?))
  - Предисловие к книге «Архаисты и новаторы» (1929)
- История литературы. Критика. — СПб.: Азбука-классика, 2001.
  - Архаисты и Пушкин (1926)
  - Пушкин (1928)
  - Пушкин и Тютчев (1923)
  - О «Путешествии в Арзрум» (1927-30 (?))
  - Пушкин и Кюхельбекер (1934)
  - Сюжет «Горя от ума» (1941)
  - Тютчев и Гейне (1921-22 (?))
  - Вопрос о Тютчеве (1923)
  - Промежуток (1924)
  - Литературное сегодня (1924)
  - О Хлебникове (1928)
  - Валерий Брюсов (1924)
- Литературная эволюция: Избранные труды. — М.: Аграф, 2002.
  - Проблема стихотворного языка (1924)
  - Литературный факт (1924)
  - О литературной эволюции (1927)
  - Проблемы изучения литературы и языка (1928)
  - Как мы пишем (1930)
  - Пушкин (1929)
  - Вопрос о Тютчеве (1923)
  - Достоевский и Гоголь (к теории пародии) (1921)
  - Стиховые формы Некрасова (1921)
  - Блок (1921)
  - О Хлебникове (1928)
  - 200.000 метров Ильи Эренбурга (1924)
  - Сокращение штатов (1924)
  - Журнал, критик, читатель и писатель (1924)
  - Литературное сегодня (1924)
  - Промежуток (1924)
  - Иллюстрации (1923)
  - Кино — слово — музыка (1924)
  - О сюжете и фабуле в кино (1926)

## Статьи (не вошедшие в сборники)
- Словарь Ленина-полемиста // Тынянов Ю. Проблема стихотворного языка. — М.: Советский писатель, 1965. — С. 197—247. (1924).
- Заметки о лицейских стихах Пушкина // Пушкин. Временник Пушкинской комиссии / АН СССР. Ин-т литературы. — 1936. — № 2. — С. 202. (1913)
- Проза Пушкина // Литературный современник. — 1937. — № 4. (1937)
- Литературный источник «Смерти поэта» // Вопросы литературы. — 1964. — № 10. (1913)